# فولا (عروسک)
فولا (Fulla)، عروسکی محجبه با لباسی تمام قد، که همراه با جا نماز صورتی رنگش به بازار عرضه شده.
گفته می‌شود فولا پرفروشترین اسباب بازی در دنیای عرب است.
ایدهٔ ساخت این عروسک در سال ۱۹۹۹ میلادی داده شد و در سال ۲۰۰۳ به بازار آمد و سود بسیاری عائد سازندگانش کرد.
طراح و آفریننده این شخصیت عروسکی، استودیو طراحی نیوبوی (NewBoy Design Studio)است، که عرضه محصول خود را در سال ۲۰۰۳ میلادی در کشور سوریه (به نوشته ویکی انگلیسی در دوبی امارات و سوریه) آغاز کرد و در این مدت حضور قدرتمندی در بازارهای خاورمیانه و دیگر کشورها داشته‌است.

## خانواده فولا
همانطور که در بالا آمده‌است، خانوادهٔ فولا خانواده‌ای ۵ نفره‌است.
فولا، بر خلاف باربی هنوز مجرد است. برادر و خواهری به ترتیب به نام‌های نور(Nour) و بدر(Bader) نیز دارد.
بر خلاف باربی که دوست پسری به نام کن دارد، وی هنوز مجرد است.
فولا در طرح‌های معلم و دکتر و... عرضه شده‌است.

## فولا در کشورهای جهان
بعد از خاورمیانه، فولا در کشورهایی مانند آمریکا، چین، برزیل، آفریقای شمالی و اندونزی به فروش رسید. گرچه قبل از این عروسک عروسک‌هایی مانند رزانه (در آمریکا)و لیلا (در مصر)و باربی مراکشی (در مراکش) با حجاب عرضه شده بودند، هیچ‌کدام طرفداران زیادی مانند فولا نداشتند.
فولا در عربستان که باربی توسط کمیته امر به معروف و نهی از منکر ممنوع شده‌است، طرفداران بیشتری دارد.
فواز عابدین، مدیر بازاریابی فولا می‌گوید: «عروسک و شخصیت آن باید به گونه‌ای ساخته و پرداخته شود که هم پدر و مادر و هم بچه‌ها بتوانند با آن ارتباط برقرار کنند.»
وی همچنین به ویژگی‌های عروسک فولا به عنوان یک الگوی رفتاری اشاره می‌کند: «[فولا] راستگو و مهربان است و به پدر و مادر خویش احترام می‌گذارد.»
طارق محمد، مدیر شعبه فروشگاه بزرگ آمریکایی تویز آر یو آس(Toys'r'Us) در قاهره می‌گوید: «فولا بهتر از عروسک‌های دیگر می‌فروشد، چون با ارزش‌های مردم عرب همخوانی بیشتری دارد، پا یا بازوی او هرگز عریان دیده نمی‌شود.»

## فولا و باربی
به عقیدهٔ تعدادی، دارا و سارا (عروسک‌های ایرانی)، فولا، لیلا، رزانه و حتی شیمی و ریوکاله (عروسک‌های اسرائیلی- یهودی) رقیبانی جدی برای باربی هستند و این را از ممنوعیت فروش باربی در بعضی کشورها می‌توان دریافت. گرچه فولا به باربی مسلمان مشهور شده‌است.
فولا گرچه شبیه باربی است اما در شیوهٔ زندگی، پوشش و... با وی تفاوت دارد.
تفاوت در پوشش باعث شده‌است که خانواده‌های مسلمان، بیشتر به فولا تمایل نشان دهند تا باربی.
به عقیدهٔ عده‌ای فولا پس از موج ایجاد شده توسط دارا و سارا که مخالفان باربی هستند به وجود آمد. همانطور که شیمی و ریوکاله عروسک‌های اسرائیلی، را از همین موج برای حس وطن پرستی اسرائیلی‌ها بیان میکنند.

## وسایل فولا
برای فولا و طرفدارانش، چادر نماز، روسری، خانهٔ عروسکی، کاکائو، ذرت، دوچرخه، صندلی، مخزن شنا، ساعت و... طراحی و ساخته شده‌است.
اما فولا همانند دارا و سارا، گران قیمت است به همین علت طراحانش در نظر دارند، نوع جدید و ارزانی از این عروسک به بازار ارائه دهند.
فولا در طی زمان، تغییراتی داشته‌است همانند رنگ موها، چادر و روسری و...

## عکس‌های فولا
نمایی از فولا
فولا در لباس‌های مختلف
نمایی از فولا

## فیلم فولا در یوتیوب
فولا در یوتیوب در یوتیوب

## بیشتر در مورد فولا
http://www.fulla.com